# Jari Litmanen
Jari Olavi Litmanen (Lahti, 20 febbraio 1971) è un ex calciatore finlandese, di ruolo centrocampista.
È considerato il miglior giocatore finlandese di ogni epoca. È stato scelto come miglior calciatore finlandese degli ultimi 50 anni dalla Federazione calcistica della Finlandia in occasione dell'UEFA Jubilee Awards nel novembre 2003. Nel 2004 ha raggiunto il 42º posto nella graduatoria dei "100 più grandi finlandesi". L'Association of Football Statisticians' (The AFS) classificando i Più grandi calciatori di sempre l'ha incluso al 53º posto.
In Finlandia è spesso chiamato "Litti" o "Kuningas" ("Il Re").
Nella sua carriera ha vestito le maglie di squadre prestigiose come Ajax, Liverpool e Barcellona, vincendo anche una Champions League nel 1995, una Coppa Intercontinentale nello stesso anno, due Supercoppe Europee (1995 e 2001) e una Coppa UEFA nel 2001.
Anche suo padre Olavi è stato un calciatore.

## Carriera

### Club

#### Esordi in patria
Debuttò in prima squadra nel Reipas Lahti, nella massima divisione finlandese, la Veikkausliiga, all'età di 16 anni nel 1987. Dopo quattro stagioni a Lahti si trasferì all'HJK Helsinki, il più grande club finlandese, nel 1991 e riuscì a conquistare il titolo di campione nazionale. L'anno successivo passò al MyPa, dove fu allenato da Harri Kampman, suo futuro manager e vinse la Coppa di Finlandia, prima di trasferirsi all'estero nell'estate del 1992.

#### L'esplosione all'Ajax
Proprio con la prestazione offerta nella finale della coppa nazionale finlandese attrasse su di sé l'attenzione dell'Ajax e di molte altre società europee, ma alla fine furono proprio i Lancieri ad acquistarlo.
Passò la prima stagione nei Paesi Bassi all'ombra di Dennis Bergkamp ma, quando l'attaccante passò all'Inter, prese il suo posto ed ereditò la sua maglia numero 10. Nel campionato 1993-1994 realizza 26 gol, diventando il capocannoniere della Eredivisie, e portando l'Ajax a vincere il titolo di campione olandese.

Litmanen (a destra) all'Ajax nel 1996, mentre sigla il gol dell'1-1 nella finale della UEFA Champions League contro la Juventus.

Fu uno dei primi giocatori che formarono la squadra di Louis van Gaal che raggiunse la finale di UEFA Champions League due volte in due stagioni e diventò il primo calciatore finlandese a vincere quella competizione, quando l'Ajax batté il Milan nel 1994-1995. Nella Champions del 1995-1996 fu il capocannoniere con 9 reti realizzate, inclusa quella del pareggio nella finale contro la Juventus, che l'Ajax perse 4-2 ai tiri di rigore. Vinse anche nella stessa stagione la Coppa Intercontinentale contro il Grêmio e finì terzo nella classifica per l'assegnazione del Pallone d'Oro, dopo l'ottavo posto dell'anno precedente.
Trascorse sette anni ad Amsterdam, vincendo quattro Eredivisie, tre KNVB beker e quattro Supercoppe d'Olanda. Detiene il record di gol realizzati nelle Coppe europee della società olandese, con 24 gol in 44 partite, inoltre ha l'onore di essere uno dei tre soli giocatori presenti in un video all'Ajax Museum, insieme a Marco van Basten e Johan Cruijff.

#### Le stagioni a Barcellona e Liverpool
Nel 1999 si è riunito al suo vecchio allenatore Van Gaal al Barcelona. La sua permanenza nel club è segnata largamente dagli infortuni e, quando il tecnico olandese è stato rimpiazzato da Llorenç Serra Ferrer, le sue chance di giocare diventano sempre minori. Nel gennaio del 2001 infatti lascia la Spagna per l'Inghilterra, passando gratuitamente al Liverpool.
Appena acquistato è stato definito dal manager Gérard Houllier come "uno dei più eccitanti acquisti che il Liverpool abbia mai fatto" ma, ancora una volta, gli infortuni l'hanno limitato enormemente. Nonostante questo ha conquistato il "cup treble" vincendo Worthington Cup, FA Cup e Coppa UEFA, anche se ha saltato tutte e tre le finali per infortunio. Al termine della stagione 2001-2002 gli è stata data ancora la possibilità di trasferirsi gratuitamente in un altro club, come nella stagione precedente.

#### Il ritorno ad Amsterdam
Decide così di tornare all'Ajax, dove viene accolto come un eroe. Ad Amsterdam diventa uno dei giocatori chiave della squadra che raggiunge i quarti di finale della UEFA Champions League 2002-2003 ma passa ancora la maggior parte della stagione successiva ai margini della squadra, bloccato da problemi fisici e, ancora una volta, nella primavera del 2004, gli viene data l'opportunità di trovare una nuova squadra gratuitamente.

#### Pochi mesi in patria e in Germania
Ritorna in Finlandia, nelle file dell'FC Lahti, nato dalla sua vecchia squadra Reipas, dove viene osannato e il suo ritorno paragonato al kolossal Il Signore degli Anelli - Il ritorno del re, quando nella prima gara con la maglia della squadra della sua città, perde ai rigori la finale di Coppa di Lega finlandese contro l'Allianssi. Rimane nel Lahti per il Veikkausliiga 2004, che la squadra conclude al 7º posto, e a gennaio del 2005 si trasferisce nell'Hansa Rostock, club della Bundesliga tedesca, per cercare di aiutarla nella lotta per non retrocedere. Riesce a giocare con continuità ma non a impedire la retrocessione dell'Hansa nella Zweite Bundesliga, che mette fine alla sua permanenza in Germania.

#### Tre stagioni in Svezia
Firma per il Malmö FF nel luglio del 2005, nel tentativo di aiutare la squadra svedese a qualificarsi per la UEFA Champions League. Il tentativo fallisce e lui rimane fermo per infortunio per l'intero autunno, facendo solo poche apparizioni. Decide comunque di continuare la sua carriera nel Malmö anche nella stagione 2006, che lo vede ancora fermo ai margini della squadra, a causa di diversi infortuni, per la maggior parte della stagione. Nonostante questo, nelle poche gare giocate dimostra ancora la sua brillantezza e, dopo un'operazione per sistemare una caviglia infortunata durante la pausa invernale, decide con la società di prolungare il contratto anche per il 2007. Un nuovo infortunio alla caviglia nel giugno nel 2007 lo costringe però ad annullare tale contratto.

#### Al Fulham di Hodgson
Nel gennaio del 2008, riceve un invito per 10 giorni di prova dal Fulham FC, allenato dal tecnico della nazionale finlandese Roy Hodgson, e viene poi messo sotto contratto dalla società il 31 gennaio. Il 31 marzo debutta con la maglia del Fulham, in una gara della formazione riserve contro il Tottenham. Realizza il rigore che apre la gara e porta in vantaggio la sua squadra, ma al 63º minuto viene sostituito e il Fulham perde la gara 1-3. Nonostante abbia firmato in gennaio, già in maggio viene lasciato libero dalla società, senza aver mai giocato un incontro ufficiale con la prima squadra.

#### Il secondo ritorno al Lahti
L'8 agosto viene annunciata la sua volontà di tornare nel club che l'ha formato, l'FC Lahti, per il resto della stagione 2008. Nella gara che segna l'ennesimo rientro in Veikkausliiga gioca 34 minuti, segnando due reti e servendo gli assist per altre due. Ricopre un ruolo fondamentale nell'ultima parte della stagione, guidando il Lahti al terzo posto in classifica che gli garantisce la qualificazione alla Coppa UEFA 2008-2009, prima partecipazione a una Coppa europea per la squadra finlandese nella sua storia.

#### Il ritorno nell'HJK a quarant'anni
Il 20 aprile del 2011 la società dell'HJK Helsinki annuncia il secondo ritorno di Jari, la cui longevità si dimostra ancora una volta straordinaria.

### Nazionale

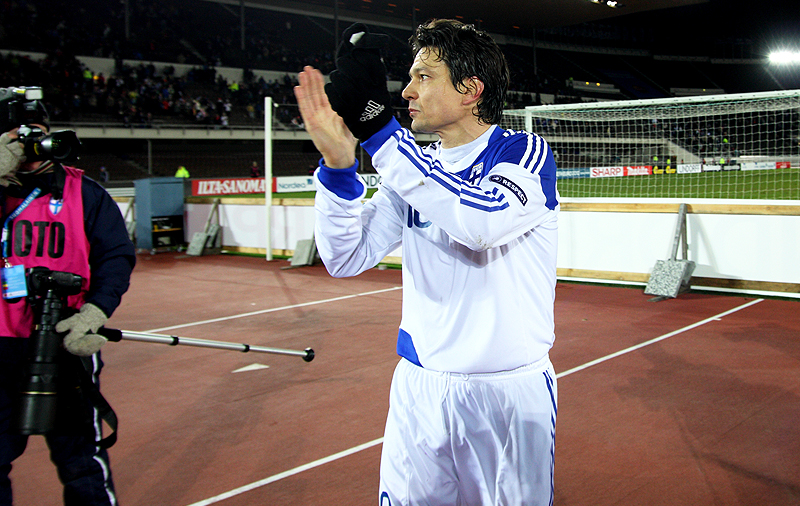
Litmanen al termine della sua ultima partita internazionale, contro San Marino, nel novembre 2010.

Litmanen è tuttora il giocatore con più presenze e il secondo miglior realizzatore della nazionale finlandese.
Ha debuttato con gli Huuhkajat il 22 ottobre 1989 contro Trinidad e Tobago, e ha realizzato il primo gol il 16 maggio 1991 contro Malta. È stato capitano della nazionale dal 1996.
Il 1º marzo 2006, in un'amichevole contro la Bielorussia, diventa il giocatore con più presenze nella storia della Finlandia, superando il precedente record di Ari Hjelm (che fino ad allora era stato anche l'unico a raggiungere le 100 presenze). Gioca l’ultima partita con la propria nazionale il 17 novembre 2010 contro San Marino, raggiungendo quota 137 presenze.
Il precedente 27 marzo 2002 aveva raggiunto quota 21 gol con gli Huuhkajat, diventandone il miglior marcatore di sempre, segnando una doppietta nell'amichevole vinta 4-1 contro il Portogallo e battendo il precedente record di Ari Hjelm fermo a quota 20. Conclude la sua esperienza in nazionale con 32 gol, rimanendo il miglior realizzatore della Finlandia per i successivi diciannove anni, prima di essere superato il 12 ottobre 2021 da Teemu Pukki.

## Statistiche
Tra club e nazionale, Litmanen ha totalizzato 738 presenze e 259 reti, alla media di 0,35 gol a partita.

### Presenze e reti nei club
| Stagione            | Squadra             | Campionato          | Campionato | Campionato | Coppe nazionali | Coppe nazionali | Coppe nazionali | Coppe continentali | Coppe continentali | Coppe continentali | Altre coppe | Altre coppe | Altre coppe | Totale | Totale |
| Stagione            | Squadra             | Comp                | Pres       | Reti       | Comp            | Pres            | Reti            | Comp               | Pres               | Reti               | Comp        | Pres        | Reti        | Pres   | Reti   |
| ------------------- | ------------------- | ------------------- | ---------- | ---------- | --------------- | --------------- | --------------- | ------------------ | ------------------ | ------------------ | ----------- | ----------- | ----------- | ------ | ------ |
| 1987                | Reipas Lahti        | M                   | 9          | 0          | CF              | 1               | 0               | -                  | -                  | -                  | -           | -           | -           | 10     | 0      |
| 1988                | Reipas Lahti        | M                   | 26         | 8          | CF              | 4               | 0               | -                  | -                  | -                  | -           | -           | -           | 30     | 8      |
| 1989                | Reipas Lahti        | M                   | 25         | 6          | CF              | 4               | 2               | -                  | -                  | -                  | -           | -           | -           | 29     | 8      |
| 1990                | Reipas Lahti        | F                   | 26         | 14         | CF              | 3               | 0               | -                  | -                  | -                  | -           | -           | -           | 29     | 14     |
| Totale Reipas Lathi | Totale Reipas Lathi | Totale Reipas Lathi | 86         | 28         |                 | 12              | 2               |                    | -                  | -                  |             | -           | -           | 98     | 30     |
| 1991                | HJK Helsinki        | F                   | 27         | 16         | -               | -               | -               | CC                 | 2                  | 0                  | -           | -           | -           | 29     | 16     |
| gen.-ago. 1992      | MyPa                | V                   | 18         | 7          | CF              | 6               | 4               | -                  | -                  | -                  | -           | -           | -           | 24     | 11     |
| set. 1992-1993      | Ajax                | E                   | 12         | 1          | CO              | 1               | 0               | CU                 | 1                  | 0                  | -           | -           | -           | 14     | 1      |
| 1993-1994           | Ajax                | E                   | 30         | 26         | CO              | 3               | 4               | CdC                | 5                  | 4                  | SO          | 1           | 2           | 39     | 36     |
| 1994-1995           | Ajax                | E                   | 27         | 17         | CO              | 4               | 2               | UCL                | 11                 | 6                  | SO          | 1           | 1           | 43     | 26     |
| 1995-1996           | Ajax                | E                   | 26         | 14         | CO              | 2               | 0               | UCL                | 10                 | 9                  | CInt+SU     | 1+1         | 0+0         | 40     | 23     |
| 1996-1997           | Ajax                | E                   | 16         | 6          | CO              | 1               | 0               | UCL                | 7                  | 2                  | SO          | 1           | 0           | 25     | 8      |
| 1997-1998           | Ajax                | E                   | 25         | 16         | CO              | 3               | 4               | CU                 | 6                  | 2                  | -           | -           | -           | 34     | 22     |
| 1998-1999           | Ajax                | E                   | 23         | 11         | CO              | 5               | 1               | UCL                | 4                  | 1                  | SO          | 1           | 0           | 33     | 13     |
| 1999-2000           | Barcellona          | PD                  | 21         | 3          | CR              | 3               | 1               | UCL                | 8                  | 0                  | SS          | 1           | 0           | 33     | 4      |
| lug.-dic. 2000      | Barcellona          | PD                  | 0          | 0          | -               | -               | -               | -                  | -                  | -                  | -           | -           | -           | 0      | 0      |
| gen.-giu. 2001      | Liverpool           | PL                  | 5          | 1          | FACup+FLC       | 2+2             | 1+0             | CU                 | 2                  | 0                  | -           | -           | -           | 10     | 2      |
| 2001-2002           | Liverpool           | PL                  | 21         | 4          | FACup+FLC       | 2               | 0               | UCL                | 9                  | 3                  | -           | -           | -           | 32     | 7      |
| Totale Liverpool    | Totale Liverpool    | Totale Liverpool    | 26         | 5          |                 | 6               | 1               |                    | 11                 | 3                  |             | -           | -           | 43     | 9      |
| 2002-2003           | Ajax                | E                   | 14         | 5          | CO              | 1               | 0               | UCL                | 7                  | 2                  | -           | -           | -           | 22     | 7      |
| lug. 2003-apr. 2004 | Ajax                | E                   | 6          | 0          | -               | -               | -               | UCL                | 3                  | 0                  | -           | -           | -           | 9      | 0      |
| Totale Ajax         | Totale Ajax         | Totale Ajax         | 179        | 96         |                 | 20              | 11              |                    | 54                 | 26                 |             | 7           | 3           | 260    | 136    |
| apr.-dic. 2004      | Lahti               | V                   | 11         | 3          | CF+LCF          | 1+1             | 0               | -                  | -                  | -                  | -           | -           | -           | 13     | 3      |
| gen.-giu. 2005      | Hansa Rostock       | B                   | 13         | 1          | CG              | 1               | 0               | -                  | -                  | -                  | -           | -           | -           | 14     | 1      |
| 2005                | Malmö FF            | A                   | 2          | 1          | CS              | ?               | ?               | UCL                | 3                  | 0                  | -           | -           | -           | 5      | 1      |
| 2006                | Malmö FF            | A                   | 8          | 2          | CS              | ?               | ?               | -                  | -                  | -                  | -           | -           | -           | 8      | 2      |
| 2007                | Malmö FF            | A                   | 0          | 0          | -               | -               | -               | -                  | -                  | -                  | -           | -           | -           | 0      | 0      |
| Totale Malmö        | Totale Malmö        | Totale Malmö        | 10         | 3          |                 | -               | -               |                    | 3                  | 0                  |             | -           | -           | 13     | 3      |
| gen.-giu. 2008      | Fulham              | PL                  | 0          | 0          | -               | -               | -               | -                  | -                  | -                  | -           | -           | -           | 0      | 0      |
| ago.-dic. 2008      | Lahti               | V                   | 6          | 3          | -               | -               | -               | -                  | -                  | -                  | -           | -           | -           | 6      | 3      |
| 2009                | Lahti               | V                   | 13         | 2          | CF+LCF          | 2+3             | 0+1             | UEL                | 6                  | 1                  | -           | -           | -           | 24     | 4      |
| 2010                | Lahti               | V                   | 21         | 5          | LCF             | 2               | 0               | -                  | -                  | -                  | -           | -           | -           | 23     | 5      |
| Totale Lahti        | Totale Lahti        | Totale Lahti        | 51         | 13         |                 | 9               | 1               |                    | 6                  | 1                  |             | -           | -           | 66     | 15     |
| apr.-dic. 2011      | HJK Helsinki        | V                   | 18         | 1          | CF+CLF          | 1+1             | 1+0             | UCL+UEL            | 1+1                | 0                  | -           | -           | -           | 22     | 2      |
| Totale HJK Helsinki | Totale HJK Helsinki | Totale HJK Helsinki | 45         | 17         |                 | 2               | 1               |                    | 4                  | 0                  |             | -           | -           | 51     | 18     |
| Totale carriera     | Totale carriera     | Totale carriera     | 449        | 173        |                 | 59              | 21              |                    | 86                 | 30                 |             | 7           | 3           | 601    | 227    |

### Cronologia presenze e reti in nazionale
| Cronologia completa delle presenze e delle reti in nazionale ― Finlandia | Cronologia completa delle presenze e delle reti in nazionale ― Finlandia | Cronologia completa delle presenze e delle reti in nazionale ― Finlandia | Cronologia completa delle presenze e delle reti in nazionale ― Finlandia | Cronologia completa delle presenze e delle reti in nazionale ― Finlandia | Cronologia completa delle presenze e delle reti in nazionale ― Finlandia | Cronologia completa delle presenze e delle reti in nazionale ― Finlandia | Cronologia completa delle presenze e delle reti in nazionale ― Finlandia |
| Data                                                                     | Città                                                                    | In casa                                                                  | Risultato                                                                | Ospiti                                                                   | Competizione                                                             | Reti                                                                     | Note                                                                     |
| ------------------------------------------------------------------------ | ------------------------------------------------------------------------ | ------------------------------------------------------------------------ | ------------------------------------------------------------------------ | ------------------------------------------------------------------------ | ------------------------------------------------------------------------ | ------------------------------------------------------------------------ | ------------------------------------------------------------------------ |
| 22-10-1989                                                               | Port of Spain                                                            | Trinidad e Tobago                                                        | 0 – 1                                                                    | Finlandia                                                                | Amichevole                                                               | -                                                                        |                                                                          |
| 25-10-1989                                                               | Port of Spain                                                            | Trinidad e Tobago                                                        | 2 – 0                                                                    | Finlandia                                                                | Amichevole                                                               | -                                                                        |                                                                          |
| 10-3-1990                                                                | Tampa                                                                    | Stati Uniti                                                              | 2 – 1                                                                    | Finlandia                                                                | Amichevole                                                               | -                                                                        |                                                                          |
| 16-5-1990                                                                | Dublino                                                                  | Irlanda                                                                  | 1 – 1                                                                    | Finlandia                                                                | Amichevole                                                               | -                                                                        |                                                                          |
| 27-5-1990                                                                | Solna                                                                    | Svezia                                                                   | 6 – 0                                                                    | Finlandia                                                                | Amichevole                                                               | -                                                                        |                                                                          |
| 29-8-1990                                                                | Kuusankoski                                                              | Finlandia                                                                | 1 – 1                                                                    | Cecoslovacchia                                                           | Amichevole                                                               | -                                                                        |                                                                          |
| 12-9-1990                                                                | Helsinki                                                                 | Finlandia                                                                | 0 – 0                                                                    | Portogallo                                                               | Qual. Euro 1992                                                          | -                                                                        |                                                                          |
| 11-11-1990                                                               | Tunisi                                                                   | Tunisia                                                                  | 1 – 2                                                                    | Finlandia                                                                | Amichevole                                                               | -                                                                        |                                                                          |
| 25-11-1990                                                               | Ta' Qali                                                                 | Malta                                                                    | 1 – 1                                                                    | Finlandia                                                                | Qual. Euro 1992                                                          | -                                                                        |                                                                          |
| 13-3-1991                                                                | Varsavia                                                                 | Polonia                                                                  | 1 – 1                                                                    | Finlandia                                                                | Amichevole                                                               | -                                                                        |                                                                          |
| 17-4-1991                                                                | Rotterdam                                                                | Paesi Bassi                                                              | 2 – 0                                                                    | Finlandia                                                                | Qual. Euro 1992                                                          | -                                                                        |                                                                          |
| 16-5-1991                                                                | Helsinki                                                                 | Finlandia                                                                | 2 – 0                                                                    | Malta                                                                    | Qual. Euro 1992                                                          | 1                                                                        |                                                                          |
| 5-6-1991                                                                 | Helsinki                                                                 | Finlandia                                                                | 1 – 1                                                                    | Paesi Bassi                                                              | Qual. Euro 1992                                                          | -                                                                        |                                                                          |
| 11-9-1991                                                                | Porto                                                                    | Portogallo                                                               | 1 – 0                                                                    | Finlandia                                                                | Qual. Euro 1992                                                          | -                                                                        |                                                                          |
| 9-10-1991                                                                | Helsinki                                                                 | Finlandia                                                                | 1 – 1                                                                    | Grecia                                                                   | Qual. Euro 1992                                                          | -                                                                        |                                                                          |
| 30-10-1991                                                               | Atene                                                                    | Grecia                                                                   | 2 – 0                                                                    | Finlandia                                                                | Qual. Euro 1992                                                          | -                                                                        |                                                                          |
| 25-3-1992                                                                | Glasgow                                                                  | Scozia                                                                   | 1 – 1                                                                    | Finlandia                                                                | Amichevole                                                               | 1                                                                        |                                                                          |
| 15-4-1992                                                                | Cuiabá                                                                   | Brasile                                                                  | 3 – 1                                                                    | Finlandia                                                                | Amichevole                                                               | -                                                                        |                                                                          |
| 14-5-1992                                                                | Helsinki                                                                 | Finlandia                                                                | 0 – 3                                                                    | Bulgaria                                                                 | Qual. Mondiali 1994                                                      | -                                                                        |                                                                          |
| 3-6-1992                                                                 | Helsinki                                                                 | Finlandia                                                                | 1 – 2                                                                    | Inghilterra                                                              | Amichevole                                                               | -                                                                        |                                                                          |
| 26-8-1992                                                                | Jakobstad                                                                | Finlandia                                                                | 0 – 0                                                                    | Polonia                                                                  | Amichevole                                                               | -                                                                        |                                                                          |
| 9-9-1992                                                                 | Helsinki                                                                 | Finlandia                                                                | 0 – 1                                                                    | Svezia                                                                   | Qual. Mondiali 1994                                                      | -                                                                        |                                                                          |
| 7-11-1992                                                                | Tunisi                                                                   | Tunisia                                                                  | 1 – 1                                                                    | Finlandia                                                                | Amichevole                                                               | -                                                                        |                                                                          |
| 14-11-1992                                                               | Parigi                                                                   | Francia                                                                  | 2 – 1                                                                    | Finlandia                                                                | Qual. Mondiali 1994                                                      | -                                                                        |                                                                          |
| 13-4-1993                                                                | Radom                                                                    | Polonia                                                                  | 2 – 1                                                                    | Finlandia                                                                | Amichevole                                                               | -                                                                        |                                                                          |
| 28-4-1993                                                                | Sofia                                                                    | Bulgaria                                                                 | 2 – 0                                                                    | Finlandia                                                                | Qual. Mondiali 1994                                                      | -                                                                        |                                                                          |
| 13-5-1993                                                                | Turku                                                                    | Finlandia                                                                | 3 – 1                                                                    | Austria                                                                  | Qual. Mondiali 1994                                                      | -                                                                        |                                                                          |
| 16-6-1993                                                                | Lahti                                                                    | Finlandia                                                                | 0 – 0                                                                    | Israele                                                                  | Qual. Mondiali 1994                                                      | -                                                                        |                                                                          |
| 25-8-1993                                                                | Vienna                                                                   | Austria                                                                  | 3 – 0                                                                    | Finlandia                                                                | Qual. Mondiali 1994                                                      | -                                                                        |                                                                          |
| 8-9-1993                                                                 | Helsinki                                                                 | Finlandia                                                                | 0 – 2                                                                    | Francia                                                                  | Qual. Mondiali 1994                                                      | -                                                                        |                                                                          |
| 13-10-1993                                                               | Solna                                                                    | Svezia                                                                   | 3 – 2                                                                    | Finlandia                                                                | Qual. Mondiali 1994                                                      | 1                                                                        |                                                                          |
| 10-11-1993                                                               | Tel Aviv                                                                 | Israele                                                                  | 1 – 3                                                                    | Finlandia                                                                | Qual. Mondiali 1994                                                      | -                                                                        |                                                                          |
| 27-5-1994                                                                | Genova                                                                   | Italia                                                                   | 2 – 0                                                                    | Finlandia                                                                | Amichevole                                                               | -                                                                        |                                                                          |
| 2-6-1994                                                                 | Tampere                                                                  | Finlandia                                                                | 1 – 2                                                                    | Spagna                                                                   | Amichevole                                                               | -                                                                        |                                                                          |
| 7-9-1994                                                                 | Helsinki                                                                 | Finlandia                                                                | 0 – 2                                                                    | Scozia                                                                   | Qual. Euro 1996                                                          | -                                                                        |                                                                          |
| 12-10-1994                                                               | Salonicco                                                                | Grecia                                                                   | 4 – 0                                                                    | Finlandia                                                                | Qual. Euro 1996                                                          | -                                                                        |                                                                          |
| 16-11-1994                                                               | Helsinki                                                                 | Finlandia                                                                | 5 – 0                                                                    | Fær Øer                                                                  | Qual. Euro 1996                                                          | 2                                                                        |                                                                          |
| 14-12-1994                                                               | Helsinki                                                                 | Finlandia                                                                | 4 – 1                                                                    | San Marino                                                               | Qual. Euro 1996                                                          | -                                                                        |                                                                          |
| 29-3-1995                                                                | Serravalle                                                               | San Marino                                                               | 0 – 2                                                                    | Finlandia                                                                | Qual. Euro 1996                                                          | 1                                                                        |                                                                          |
| 26-4-1995                                                                | Toftir                                                                   | Fær Øer                                                                  | 0 – 4                                                                    | Finlandia                                                                | Qual. Euro 1996                                                          | -                                                                        |                                                                          |
| 11-6-1995                                                                | Helsinki                                                                 | Finlandia                                                                | 2 – 1                                                                    | Grecia                                                                   | Qual. Euro 1996                                                          | 1                                                                        |                                                                          |
| 6-9-1995                                                                 | Glasgow                                                                  | Scozia                                                                   | 1 – 0                                                                    | Finlandia                                                                | Qual. Euro 1996                                                          | -                                                                        |                                                                          |
| 29-5-1996                                                                | Strasburgo                                                               | Francia                                                                  | 2 – 0                                                                    | Finlandia                                                                | Amichevole                                                               | -                                                                        | cap.                                                                     |
| 2-6-1996                                                                 | Helsinki                                                                 | Finlandia                                                                | 1 – 2                                                                    | Turchia                                                                  | Amichevole                                                               | 1                                                                        | cap.                                                                     |
| 12-2-1997                                                                | Denizli                                                                  | Turchia                                                                  | 1 – 1                                                                    | Finlandia                                                                | Amichevole                                                               | 1                                                                        | cap.                                                                     |
| 2-4-1997                                                                 | Baku                                                                     | Azerbaigian                                                              | 1 – 2                                                                    | Finlandia                                                                | Qual. Mondiali 1998                                                      | 1                                                                        | cap.                                                                     |
| 30-4-1997                                                                | Oslo                                                                     | Norvegia                                                                 | 1 – 1                                                                    | Finlandia                                                                | Qual. Mondiali 1998                                                      | -                                                                        | cap.                                                                     |
| 8-6-1997                                                                 | Helsinki                                                                 | Finlandia                                                                | 3 – 0                                                                    | Azerbaigian                                                              | Qual. Mondiali 1998                                                      | 1                                                                        | cap.                                                                     |
| 20-8-1997                                                                | Helsinki                                                                 | Finlandia                                                                | 0 – 4                                                                    | Norvegia                                                                 | Qual. Mondiali 1998                                                      | -                                                                        | cap.                                                                     |
| 6-9-1997                                                                 | Losanna                                                                  | Svizzera                                                                 | 1 – 2                                                                    | Finlandia                                                                | Qual. Mondiali 1998                                                      | 1                                                                        | cap.                                                                     |
| 11-10-1997                                                               | Helsinki                                                                 | Finlandia                                                                | 1 – 1                                                                    | Ungheria                                                                 | Qual. Mondiali 1998                                                      | -                                                                        | cap.                                                                     |
| 22-4-1998                                                                | Edimburgo                                                                | Scozia                                                                   | 1 – 1                                                                    | Finlandia                                                                | Amichevole                                                               | -                                                                        | cap.                                                                     |
| 27-5-1998                                                                | Helsinki                                                                 | Finlandia                                                                | 0 – 0                                                                    | Germania                                                                 | Amichevole                                                               | -                                                                        | cap.                                                                     |
| 19-8-1998                                                                | Košice                                                                   | Slovacchia                                                               | 0 – 0                                                                    | Finlandia                                                                | Amichevole                                                               | -                                                                        | cap.                                                                     |
| 5-9-1998                                                                 | Helsinki                                                                 | Finlandia                                                                | 3 – 2                                                                    | Moldavia                                                                 | Qual. Euro 2000                                                          | -                                                                        | cap.                                                                     |
| 10-10-1998                                                               | Belfast                                                                  | Irlanda del Nord                                                         | 1 – 0                                                                    | Finlandia                                                                | Qual. Euro 2000                                                          | -                                                                        |                                                                          |
| 14-10-1998                                                               | Istanbul                                                                 | Turchia                                                                  | 1 – 3                                                                    | Finlandia                                                                | Qual. Euro 2000                                                          | 1                                                                        | cap.                                                                     |
| 31-3-1999                                                                | Norimberga                                                               | Germania                                                                 | 2 – 0                                                                    | Finlandia                                                                | Qual. Euro 2000                                                          | -                                                                        | cap.                                                                     |
| 5-6-1999                                                                 | Helsinki                                                                 | Finlandia                                                                | 2 – 4                                                                    | Turchia                                                                  | Qual. Euro 2000                                                          | -                                                                        | cap.                                                                     |
| 9-10-1999                                                                | Helsinki                                                                 | Finlandia                                                                | 4 – 1                                                                    | Irlanda del Nord                                                         | Qual. Euro 2000                                                          | -                                                                        | cap.                                                                     |
| 29-3-2000                                                                | Cardiff                                                                  | Galles                                                                   | 1 – 2                                                                    | Finlandia                                                                | Amichevole                                                               | 1                                                                        | cap.                                                                     |
| 26-4-2000                                                                | Helsinki                                                                 | Finlandia                                                                | 0 – 0                                                                    | Polonia                                                                  | Amichevole                                                               | -                                                                        | cap.                                                                     |
| 3-6-2000                                                                 | Riga                                                                     | Lettonia                                                                 | 1 – 0                                                                    | Finlandia                                                                | Amichevole                                                               | -                                                                        | cap.                                                                     |
| 16-8-2000                                                                | Helsinki                                                                 | Finlandia                                                                | 3 – 1                                                                    | Norvegia                                                                 | Amichevole                                                               | 2                                                                        | cap.                                                                     |
| 2-9-2000                                                                 | Helsinki                                                                 | Finlandia                                                                | 2 – 1                                                                    | Albania                                                                  | Qual. Mondiali 2002                                                      | 1                                                                        | cap.                                                                     |
| 7-10-2000                                                                | Atene                                                                    | Grecia                                                                   | 1 – 0                                                                    | Finlandia                                                                | Qual. Mondiali 2002                                                      | -                                                                        | cap.                                                                     |
| 11-10-2000                                                               | Helsinki                                                                 | Finlandia                                                                | 0 – 0                                                                    | Inghilterra                                                              | Qual. Mondiali 2002                                                      | -                                                                        | cap.                                                                     |
| 15-11-2000                                                               | Dublino                                                                  | Irlanda                                                                  | 3 – 0                                                                    | Finlandia                                                                | Amichevole                                                               | -                                                                        | cap.                                                                     |
| 24-3-2001                                                                | Londra                                                                   | Inghilterra                                                              | 2 – 1                                                                    | Finlandia                                                                | Qual. Mondiali 2002                                                      | -                                                                        | cap.                                                                     |
| 2-6-2001                                                                 | Helsinki                                                                 | Finlandia                                                                | 2 – 2                                                                    | Germania                                                                 | Qual. Mondiali 2002                                                      | -                                                                        | cap.                                                                     |
| 15-8-2001                                                                | Helsinki                                                                 | Finlandia                                                                | 4 – 1                                                                    | Belgio                                                                   | Amichevole                                                               | 1                                                                        | cap.                                                                     |
| 1-9-2001                                                                 | Tirana                                                                   | Albania                                                                  | 0 – 2                                                                    | Finlandia                                                                | Qual. Mondiali 2002                                                      | -                                                                        | cap.                                                                     |
| 5-9-2001                                                                 | Helsinki                                                                 | Finlandia                                                                | 5 – 1                                                                    | Grecia                                                                   | Qual. Mondiali 2002                                                      | 1                                                                        | cap.                                                                     |
| 6-10-2001                                                                | Gelsenkirchen                                                            | Germania                                                                 | 0 – 0                                                                    | Finlandia                                                                | Qual. Mondiali 2002                                                      | -                                                                        | cap.                                                                     |
| 27-3-2002                                                                | Porto                                                                    | Portogallo                                                               | 1 – 4                                                                    | Finlandia                                                                | Amichevole                                                               | 2                                                                        | cap.                                                                     |
| 17-4-2002                                                                | Prilep                                                                   | Macedonia                                                                | 1 – 0                                                                    | Finlandia                                                                | Amichevole                                                               | -                                                                        | cap.                                                                     |
| 22-5-2002                                                                | Helsinki                                                                 | Finlandia                                                                | 2 – 1                                                                    | Lettonia                                                                 | Amichevole                                                               | -                                                                        | cap.                                                                     |
| 21-8-2002                                                                | Helsinki                                                                 | Finlandia                                                                | 0 – 3                                                                    | Irlanda                                                                  | Amichevole                                                               | -                                                                        | cap.                                                                     |
| 7-9-2002                                                                 | Helsinki                                                                 | Finlandia                                                                | 0 – 2                                                                    | Galles                                                                   | Qual. Euro 2004                                                          | -                                                                        | cap.                                                                     |
| 12-10-2002                                                               | Helsinki                                                                 | Finlandia                                                                | 3 – 0                                                                    | Azerbaigian                                                              | Qual. Euro 2004                                                          | -                                                                        | cap.                                                                     |
| 16-10-2002                                                               | Belgrado                                                                 | Serbia e Montenegro                                                      | 2 – 0                                                                    | Finlandia                                                                | Qual. Euro 2004                                                          | -                                                                        | cap.                                                                     |
| 30-4-2003                                                                | Vantaa                                                                   | Finlandia                                                                | 3 – 0                                                                    | Islanda                                                                  | Amichevole                                                               | 1                                                                        | cap.                                                                     |
| 7-6-2003                                                                 | Helsinki                                                                 | Finlandia                                                                | 3 – 0                                                                    | Serbia e Montenegro                                                      | Qual. Euro 2004                                                          | -                                                                        | cap.                                                                     |
| 11-6-2003                                                                | Helsinki                                                                 | Finlandia                                                                | 0 – 2                                                                    | Italia                                                                   | Qual. Euro 2004                                                          | -                                                                        | cap.                                                                     |
| 31-3-2004                                                                | Ta' Qali                                                                 | Malta                                                                    | 1 – 2                                                                    | Finlandia                                                                | Amichevole                                                               | 1                                                                        |                                                                          |
| 28-4-2004                                                                | Zenica                                                                   | Bosnia ed Erzegovina                                                     | 1 – 0                                                                    | Finlandia                                                                | Amichevole                                                               | -                                                                        | cap.                                                                     |
| 28-5-2004                                                                | Tampere                                                                  | Finlandia                                                                | 1 – 3                                                                    | Svezia                                                                   | Amichevole                                                               | 1                                                                        | cap.                                                                     |
| 18-8-2004                                                                | Bucarest                                                                 | Romania                                                                  | 2 – 1                                                                    | Finlandia                                                                | Qual. Mondiali 2006                                                      | -                                                                        | cap.                                                                     |
| 4-9-2004                                                                 | Tampere                                                                  | Finlandia                                                                | 3 – 0                                                                    | Andorra                                                                  | Qual. Mondiali 2006                                                      | -                                                                        | cap.                                                                     |
| 8-9-2004                                                                 | Erevan                                                                   | Armenia                                                                  | 0 – 2                                                                    | Finlandia                                                                | Qual. Mondiali 2006                                                      | -                                                                        | cap.                                                                     |
| 17-11-2004                                                               | Messina                                                                  | Italia                                                                   | 1 – 0                                                                    | Finlandia                                                                | Amichevole                                                               | -                                                                        | cap.                                                                     |
| 1-12-2004                                                                | Riffa                                                                    | Bahrein                                                                  | 1 – 2                                                                    | Finlandia                                                                | Amichevole                                                               | -                                                                        | cap.                                                                     |
| 3-12-2004                                                                | Riffa                                                                    | Oman                                                                     | 0 – 0                                                                    | Finlandia                                                                | Amichevole                                                               | -                                                                        | cap.                                                                     |
| 8-2-2005                                                                 | Strovolos                                                                | Lettonia                                                                 | 1 – 2                                                                    | Finlandia                                                                | Amichevole                                                               | -                                                                        | cap.                                                                     |
| 26-3-2005                                                                | Praga                                                                    | Rep. Ceca                                                                | 4 – 3                                                                    | Finlandia                                                                | Qual. Mondiali 2006                                                      | 1                                                                        | cap.                                                                     |
| 2-6-2005                                                                 | Helsinki                                                                 | Finlandia                                                                | 0 – 1                                                                    | Danimarca                                                                | Amichevole                                                               | -                                                                        | cap.                                                                     |
| 8-6-2005                                                                 | Helsinki                                                                 | Finlandia                                                                | 0 – 4                                                                    | Paesi Bassi                                                              | Qual. Mondiali 2006                                                      | -                                                                        | cap.                                                                     |
| 17-8-2005                                                                | Skopje                                                                   | Macedonia                                                                | 0 – 3                                                                    | Finlandia                                                                | Qual. Mondiali 2006                                                      | -                                                                        |                                                                          |
| 21-1-2006                                                                | Riyad                                                                    | Arabia Saudita                                                           | 1 – 1                                                                    | Finlandia                                                                | Amichevole                                                               | -                                                                        | cap.                                                                     |
| 25-1-2006                                                                | Riyad                                                                    | Corea del Sud                                                            | 1 – 0                                                                    | Finlandia                                                                | Amichevole                                                               | -                                                                        | cap.                                                                     |
| 1-3-2006                                                                 | Minsk                                                                    | Bielorussia                                                              | 2 – 2                                                                    | Finlandia                                                                | Amichevole                                                               | -                                                                        | cap.                                                                     |
| 25-5-2006                                                                | Göteborg                                                                 | Svezia                                                                   | 0 – 0                                                                    | Finlandia                                                                | Amichevole                                                               | -                                                                        | cap.                                                                     |
| 2-9-2006                                                                 | Bydgoszcz                                                                | Polonia                                                                  | 1 – 3                                                                    | Finlandia                                                                | Qual. Euro 2008                                                          | 2                                                                        | cap.                                                                     |
| 6-9-2006                                                                 | Helsinki                                                                 | Finlandia                                                                | 1 – 1                                                                    | Portogallo                                                               | Qual. Euro 2008                                                          | -                                                                        | cap.                                                                     |
| 7-10-2006                                                                | Erevan                                                                   | Armenia                                                                  | 0 – 0                                                                    | Finlandia                                                                | Qual. Euro 2008                                                          | -                                                                        | cap.                                                                     |
| 11-10-2006                                                               | Almaty                                                                   | Kazakistan                                                               | 0 – 2                                                                    | Finlandia                                                                | Qual. Euro 2008                                                          | 1                                                                        | cap.                                                                     |
| 28-3-2007                                                                | Baku                                                                     | Azerbaigian                                                              | 1 – 0                                                                    | Finlandia                                                                | Qual. Euro 2008                                                          | -                                                                        | cap.                                                                     |
| 2-6-2007                                                                 | Helsinki                                                                 | Finlandia                                                                | 0 – 2                                                                    | Serbia                                                                   | Qual. Euro 2008                                                          | -                                                                        |                                                                          |
| 17-11-2007                                                               | Helsinki                                                                 | Finlandia                                                                | 2 – 1                                                                    | Azerbaigian                                                              | Qual. Euro 2008                                                          | -                                                                        |                                                                          |
| 21-11-2007                                                               | Porto                                                                    | Portogallo                                                               | 0 – 0                                                                    | Finlandia                                                                | Qual. Euro 2008                                                          | -                                                                        | cap.                                                                     |
| 6-2-2008                                                                 | Atene                                                                    | Grecia                                                                   | 2 – 1                                                                    | Finlandia                                                                | Amichevole                                                               | 1                                                                        | cap.                                                                     |
| 26-3-2008                                                                | Sofia                                                                    | Bulgaria                                                                 | 2 – 1                                                                    | Finlandia                                                                | Amichevole                                                               | 1                                                                        | cap.                                                                     |
| 29-5-2008                                                                | Ankara                                                                   | Turchia                                                                  | 2 – 0                                                                    | Finlandia                                                                | Amichevole                                                               | -                                                                        |                                                                          |
| 2-6-2008                                                                 | Helsinki                                                                 | Finlandia                                                                | 1 – 1                                                                    | Bielorussia                                                              | Amichevole                                                               | -                                                                        | cap.                                                                     |
| 20-8-2008                                                                | Helsinki                                                                 | Finlandia                                                                | 2 – 0                                                                    | Israele                                                                  | Amichevole                                                               | -                                                                        |                                                                          |
| 11-10-2008                                                               | Helsinki                                                                 | Finlandia                                                                | 1 – 0                                                                    | Azerbaigian                                                              | Qual. Mondiali 2010                                                      | -                                                                        |                                                                          |
| 15-10-2008                                                               | Mosca                                                                    | Russia                                                                   | 3 – 0                                                                    | Finlandia                                                                | Qual. Mondiali 2010                                                      | -                                                                        |                                                                          |
| 19-11-2008                                                               | Berna                                                                    | Svizzera                                                                 | 1 – 0                                                                    | Finlandia                                                                | Amichevole                                                               | -                                                                        |                                                                          |
| 4-2-2009                                                                 | Fukuoka                                                                  | Giappone                                                                 | 5 – 1                                                                    | Finlandia                                                                | Amichevole                                                               | -                                                                        | cap.                                                                     |
| 11-2-2009                                                                | Lisbona                                                                  | Portogallo                                                               | 1 – 0                                                                    | Finlandia                                                                | Amichevole                                                               | -                                                                        |                                                                          |
| 28-3-2009                                                                | Cardiff                                                                  | Galles                                                                   | 0 – 2                                                                    | Finlandia                                                                | Qual. Mondiali 2010                                                      | -                                                                        |                                                                          |
| 1-4-2009                                                                 | Oslo                                                                     | Norvegia                                                                 | 3 – 2                                                                    | Finlandia                                                                | Amichevole                                                               | -                                                                        | cap.                                                                     |
| 6-6-2009                                                                 | Helsinki                                                                 | Finlandia                                                                | 2 – 1                                                                    | Liechtenstein                                                            | Qual. Mondiali 2010                                                      | -                                                                        |                                                                          |
| 10-6-2009                                                                | Helsinki                                                                 | Finlandia                                                                | 0 – 3                                                                    | Russia                                                                   | Qual. Mondiali 2010                                                      | -                                                                        |                                                                          |
| 12-8-2009                                                                | Stoccolma                                                                | Svezia                                                                   | 1 – 0                                                                    | Finlandia                                                                | Amichevole                                                               | -                                                                        |                                                                          |
| 5-9-2009                                                                 | Lənkəran                                                                 | Azerbaigian                                                              | 1 – 2                                                                    | Finlandia                                                                | Qual. Mondiali 2010                                                      | -                                                                        |                                                                          |
| 9-9-2009                                                                 | Vaduz                                                                    | Liechtenstein                                                            | 1 – 1                                                                    | Finlandia                                                                | Qual. Mondiali 2010                                                      | 1                                                                        |                                                                          |
| 10-10-2009                                                               | Helsinki                                                                 | Finlandia                                                                | 2 – 1                                                                    | Galles                                                                   | Qual. Mondiali 2010                                                      | -                                                                        |                                                                          |
| 14-10-2009                                                               | Amburgo                                                                  | Germania                                                                 | 1 – 1                                                                    | Finlandia                                                                | Qual. Mondiali 2010                                                      | -                                                                        |                                                                          |
| 18-1-2010                                                                | Malaga                                                                   | Corea del Sud                                                            | 2 – 0                                                                    | Finlandia                                                                | Amichevole                                                               | -                                                                        | cap.                                                                     |
| 3-3-2010                                                                 | Ta' Qali                                                                 | Malta                                                                    | 1 – 2                                                                    | Finlandia                                                                | Amichevole                                                               | -                                                                        | cap.                                                                     |
| 21-5-2010                                                                | Tallinn                                                                  | Estonia                                                                  | 2 – 0                                                                    | Finlandia                                                                | Amichevole                                                               | -                                                                        | cap.                                                                     |
| 29-5-2010                                                                | Cracovia                                                                 | Polonia                                                                  | 0 – 0                                                                    | Finlandia                                                                | Amichevole                                                               | -                                                                        | cap.                                                                     |
| 11-8-2010                                                                | Helsinki                                                                 | Finlandia                                                                | 1 – 0                                                                    | Belgio                                                                   | Amichevole                                                               | -                                                                        |                                                                          |
| 3-9-2010                                                                 | Chișinău                                                                 | Moldavia                                                                 | 2 – 0                                                                    | Finlandia                                                                | Qual. Euro 2012                                                          | -                                                                        |                                                                          |
| 12-10-2010                                                               | Helsinki                                                                 | Finlandia                                                                | 1 – 2                                                                    | Ungheria                                                                 | Qual. Euro 2012                                                          | -                                                                        |                                                                          |
| 17-11-2010                                                               | Helsinki                                                                 | Finlandia                                                                | 8 – 0                                                                    | San Marino                                                               | Qual. Euro 2012                                                          | 1                                                                        |                                                                          |
| Totale                                                                   |                                                                          | Presenze (1º posto)                                                      | 137                                                                      |                                                                          | Reti (2º posto)                                                          | 32                                                                       |                                                                          |

## Palmarès

### Club

#### Competizioni nazionali
- Coppa di Finlandia: 2

MyPa 47: 1992
HJK Helsinki: 2011
- Campionato olandese: 4

Ajax: 1993-1994, 1994-1995, 1995-1996, 1997-1998
- Coppa dei Paesi Bassi: 3

Ajax: 1992-1993, 1997-1998, 1998-1999
- Supercoppa dei Paesi Bassi: 3

Ajax: 1993, 1994, 1995
- Coppa d'Inghilterra: 1

Liverpool: 2000-2001
- Coppa di Lega inglese: 1

Liverpool: 2000-2001
- Charity Shield: 1

Liverpool: 2001
- Campionato finlandese: 1

HJK Helsinki: 2011

#### Competizioni internazionali
- UEFA Champions League: 1

Ajax: 1994-1995
- Coppa UEFA: 1

Liverpool: 2000-2001
- Coppa Intercontinentale: 1

Ajax: 1995
- Supercoppa UEFA: 2

Ajax: 1995
Liverpool: 2001

### Individuale
- Miglior giovane finlandese dell'anno: 1

1988
- Calciatore finlandese dell'anno: 9 (record condiviso con Sami Hyypiä)

1990, 1992, 1993, 1994, 1995, 1996, 1997, 1998, 2000
- Calciatore olandese dell'anno: 1

1993
- Capocannoniere del campionato olandese: 1

1993-1994 (26 gol)
- Squadra dell'anno ESM: 2

1994-1995, 1995-1996
- Capocannoniere della Champions League: 1

1995-1996 (9 gol)